# (36003) 1999 NX24
1999 NX24 (asteroide 36003) é um asteroide da cintura principal. Possui uma excentricidade de 0.17126860 e uma inclinação de 2.95644º.
Este asteroide foi descoberto no dia 14 de julho de 1999 por LINEAR em Socorro.